# Blick von Lindenau nach Leipzig
Blick von Lindenau nach Leipzig ist ein Gemälde in Öl auf Leinwand des sächsischen Hofmalers Johann Alexander Thiele. Das um 1740 entstandene Werk gehört zur Sammlung des Museums der bildenden Künste Leipzig.

## Beschreibung
Der Blick geht von einer Anhöhe in Lindenau  aus in Richtung Leipzig. Eine unbefestigte Straße führt vom Betrachter leicht bergab in die Mitte des Bildes hinein. Vorne sind in Höhe von kurzen Begrenzungen längs der Straße einige Personen unterschiedlichen Standes und etwas weiter hinten ein schweres Lastenfuhrwerk mit vier hohen Rädern dargestellt.  Noch weiter hinten befinden sich weitere Personen auf der Straße sowie ein Fuhrwerk. Die Landschaft ist von sehr viel Grün geprägt. Links sind zwischen den Bäumen undeutlich Gebäude zu erkennen, die möglicherweise zum damaligen Dorf Lindenau (seit 1891 ein Stadtteil Leipzigs) gehören, und hinten am Horizont unter lebhaftem Himmel die Silhouette der Messestadt. Zu identifizieren ist sie vor allem an ihren Türmen, die von links nach rechts Bestandteile folgender Bauwerke sind: der Matthäikirche, der Nikolaikirche, der Paulinerkirche, der Thomaskirche und der Pleißenburg. Die Stadt liegt gleichsam im Licht, während das Bild ansonsten sehr dunkel ist. Die Straße führt nicht direkt dorthin, sondern zu deren nördlichen Ende, wobei sich zwischen Stadt und Straße eine weite, flache Wiesen- und Auenlandschaft erstreckt.

## Geographische und geschichtliche Einordnung

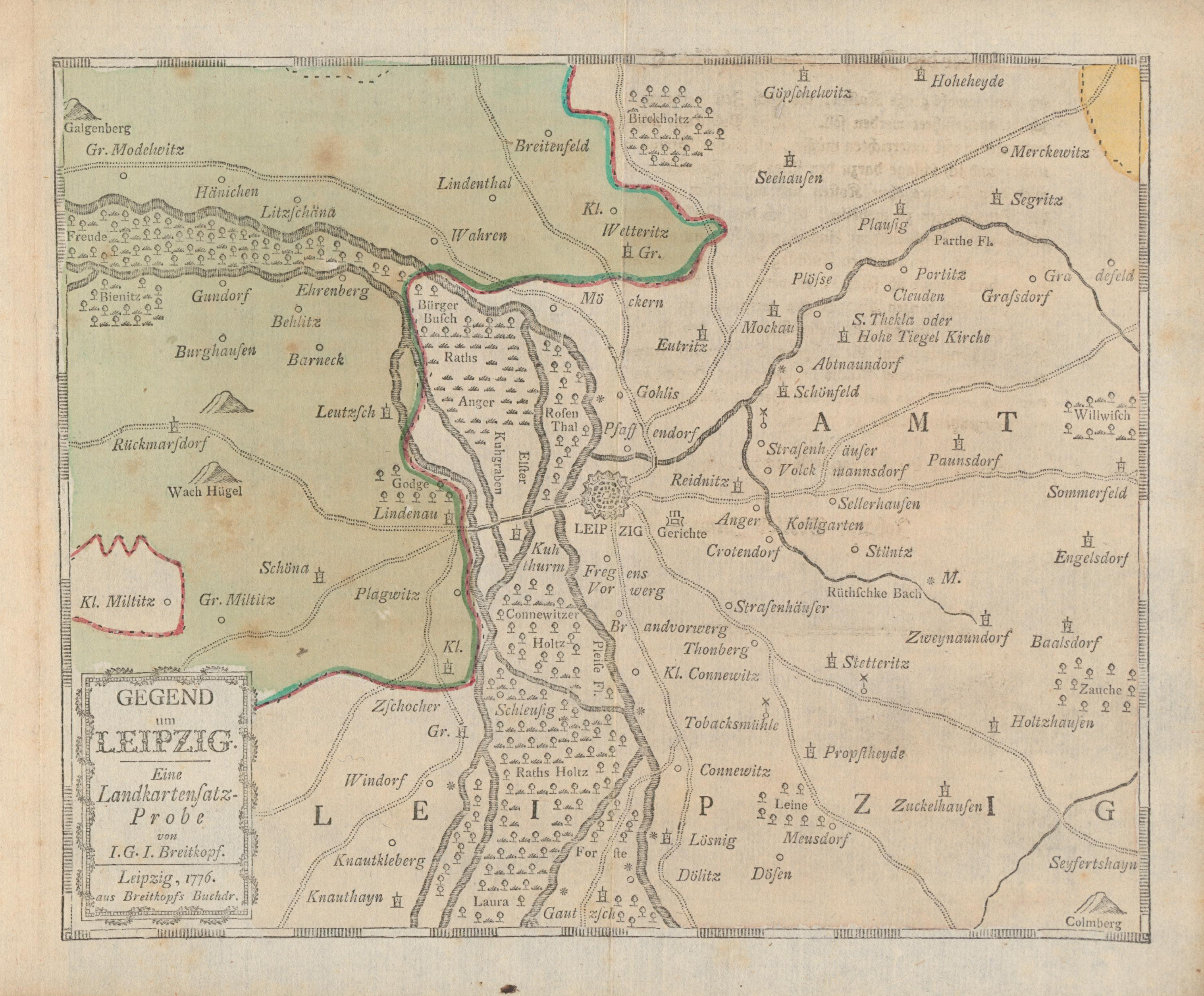
Leipzig 1776, im Westen Lindenau, und die Straße von dort weiter nach Südwesten

Die Handelsstraße Via Regia war neben weiteren Straßen für die Entwicklung der Leipziger Messe von großer Bedeutung. Im Kurfürstentum Sachsen garantierte der Staat die Sicherheit so effektiv, dass die Frachtwagen zur Entstehungszeit des Bildes bereits ohne Geleitschutz verkehren konnten. Die Via Regia nach Westen war die „rechte Straße“ für den Transport der Güter von und aus Richtung Frankfurt am Main, mit Anschluss über den Rhein in die Niederlande. Auf dem Abschnitt der Via Regia westlich vor Leipzig galt die Erfurter Geleitsordnung von 1441, die bis 1769 mit geringen Änderungen beachtet werden musste. Die Szene vorne auf dem Bild stellt möglicherweise dar, wie Gebühren erhoben werden.
Westlich von der Leipziger Innenstadt befindet sich ein Terrassenrand, der heute durch die städtische Überbauung nicht mehr so erlebbar ist wie zur Entstehungszeit des Bildes. Am Terrassenrand geht es deutlich bergab, wie auf dem Bild zu sehen, in die Pleiße-Elster-Aue. Bei Lindenau begann ein Knüppeldammweg über unzählige kleinen Brücken über die Luppe, die Alte Elster, das Kuhburger Wasser und zahlreiche Gräben. Gerade im Frühjahr, wenn das Hochwasser die Wasserläufe in reißende Ströme verwandelte und links und rechts des Weges alles unter Wasser stand, war der halbstündige Marsch nicht ungefährlich. Die Auen hatten über Jahrhunderte Lindenau vom nahe gelegenen Leipzig getrennt. Der genannte Dammweg, über den die Via Regia verlief, war die einzige West-Ost-Verbindung weit und breit.
Johann Alexander Thiele malte sächsische und thüringische Landschaften, wobei er seinen geographischen Schwerpunkt als sächsischer Hofmaler seit 1738 in Dresden hatte. Das „Motiv der Handelsstraße“ nicht aus Dresden, sondern aus Leipzig war offensichtlich nicht nur für den sächsischen Kurfürsten, sondern auch für die Abnehmer von Reproduktionen interessant. Entsprechend dem Geschmack des Rokokos verleiht Thiele dem Bild über Naturtreue hinaus einen ganz eigenen Charakter.

## Provenienz
Das Bild befand sich im 19. Jahrhundert in der königlichen Gemäldegalerie in Dresden, ging 1958 im Tausch von den Staatlichen Kunstsammlungen Dresden zum Museum für bildende Künste in Leipzig. 2018 wurde es an das Haus Wettin restituiert und ging in demselben Jahr durch eine private Spende an das Museum für bildende Künste zurück.